# ۲۳ سپتامبر
۲۳ سپتامبر در تقویم گرگوری، دویست و شصت و ششمین (در سال‌های کبیسه دویست و شصت و هفتمین) روز سال است. ۹۹ روز تا پایان سال باقی است. 

## رویدادها
- ۴۸۰ (پیش از میلاد) - جنگ سالامیس.
- ۵۴۲ میلادی و در زمان پادشاهی خسرو انوشیروان، ارتش ایران شهر بندری سوخومی در آبخاز را از رومیان پس گرفت. رومی‌ها که نام این شهر را به سباستوپولیس تغییر داده بودند پیش از عقب‌نشینی از شهر، بسیاری از ساختمان‌ها و ازجمله ارگ شهر را ویران ساخته بودند.[۱]
- روز ملي عربستان

## زادروزها
- ۱۱۶۱ – امپراتور تاکاکورا، ژاپن.
- ۱۲۱۵ – قوبلای‌خان، امپراتور مغول
- ۱۹۴۰ – محمدرضا شجریان، خواننده موسیقی سنتی ایرانی.
- ۱۹۵۶ - پائولو روسی، بازیکن فوتبال و اسطوره فوتبال اهل ایتالیا
- ۱۹۶۷ – سوزان روشن، خوانندهٔ ایرانی.
- ۱۹۸۱ – رابرت دورنباس، رانندهٔ مسابقات فرمول یک اهل هلند

## درگذشتگان
- ۱۹۷۸ - ابوالحسن صدر، فقیه جعفری و شاعر عراقی.

## اعیاد
- روز جهانی زبان اشاره[۲]